# Championnat de Tunisie masculin de volley-ball 1977-1978
Navigation
Saison précédente Saison suivante
Le championnat de Tunisie masculin de volley-ball 1977-1978 est la 23e édition à se tenir depuis 1956. Il est disputé par les onze meilleurs clubs du pays en aller et retour.
L'Espérance sportive de Tunis renoue avec le titre en remportant le championnat de Tunisie au détriment du Club sportif sfaxien qui termine encore une fois en première position mais perd le titre à la différence des sets gagnés et perdus. Les champions dirigés par Hassine Belkhouja sont Abdelaziz Bousarsar, Samir Tebourski, Youssef Besbes, Slim Chiboub, Abderraouf Saidane, Raouf Cheikhrouhou, Fethi Jerbi, Ben Jannet, Mourad Ezzine, Belgacem Kharmachi, Foued Maâtoug, Sami Mornagui et Moez Mâaouia. Quant au champion sortant, le Club olympique de Kélibia, il se rabat sur sa compétition de prédilection, la coupe de Tunisie, en battant en finale le Club africain.
En bas du tableau, deux équipes sont condamnées à la relégation : la Zitouna Sports, pionnière de ce sport, et le Club sportif de Hammam Lif, alors que l'Association sportive des PTT Sfax retrouve sa place en division nationale.

## Division nationale
| Rang | Équipe                                | Points | Matchs | Victoires | Défaites | Sets pour | Sets contre | Ratio SP/SC |
| 1    | Espérance sportive de Tunis           | 38     | 20     | 18        | 2        | 57        | 20          | 2.85        |
| 2    | Club sportif sfaxien                  | 38     | 20     | 18        | 2        | 56        | 22          | 2.54        |
| 3    | Club africain                         | 32     | 20     | 12        | 8        | 50        | 35          | 1.42        |
| 4    | Club olympique de Kélibia             | 32     | 20     | 12        | 8        | 45        | 32          | 1.40        |
| 5    | Étoile olympique La Goulette Kram     | 32     | 20     | 12        | 8        | 46        | 38          | 1.21        |
| 6    | Avenir sportif de La Marsa            | 30     | 20     | 10        | 10       | 43        | 38          | 1.13        |
| 7    | Union sportive des transports de Sfax | 28     | 20     | 8         | 12       | 36        | 44          | 0.82        |
| 8    | Saydia Sports                         | 28     | 20     | 8         | 12       | 34        | 42          | 0.81        |
| 9    | Stade sportif sfaxien                 | 28     | 20     | 8         | 12       | 31        | 46          | 0.67        |
| 10   | Zitouna Sports                        | 23     | 20     | 3         | 17       | 23        | 53          | 0.43        |
| 11   | Club sportif de Hammam Lif            | 21     | 20     | 1         | 19       | 7         | 58          | 0.12        |

## Division d'honneur
Constitué de huit clubs, le championnat de division d'honneur est remporté par l'Association sportive des PTT Sfax, dirigée par Ezzeddine Bouzid, devant l'Association sportive des PTT Tunis dirigée par Abderrazak Bach Hamba. Les autres clubs sont :
- Étoile sportive de Radès
- Étoile sportive du Sahel
- Aigle sportif d'El Haouaria
- Union sportive de Carthage
- Club medjezien
- Gazélec Sport de Tunis

## Division 3
Huit clubs répartis en deux poules participent à cette compétition.

### Poule A
- Club sportif du ministère de l'Intérieur
- Union sportive de Bousalem : 9 points
- Club athlétique bizertin : 7 points
- Association sportive du Plan et des Finances : 6 points
- Jendouba Sports : forfait général

### Poule B
- Fatah Hammam El Ghezaz : 7 points (ratio : 2.75)
- Jeunesse sportive kairouanaise : 7 points (ratio : 2.00)
- Étoile sportive de Métlaoui : 3 points